# Box-office 1997 au Canada et aux États-Unis
Cet article traite du box-office de 1997 au Canada et aux États-Unis. 

## Classement
| Rang | Titre                                                             | Pays                                          | Réalisateur              | Budget en USD | Recettes      |
| ---- | ----------------------------------------------------------------- | --------------------------------------------- | ------------------------ | ------------- | ------------- |
| 1.   | Titanic                                                           | États-Unis d'Amérique                         | James Cameron            | 200 000 000   | 658 672 302 $ |
| 2.   | Men in Black                                                      | États-Unis d'Amérique                         | Barry Sonnenfeld         |               | 250 690 539 $ |
| 3.   | Le Monde perdu : Jurassic Park                                    | États-Unis d'Amérique                         | Steven Spielberg         | 73 000 000    | 229 086 679 $ |
| 4.   | Menteur, menteur                                                  | États-Unis d'Amérique                         | Tom Shadyac              |               | 181 410 615 $ |
| 5.   | Air Force One                                                     | États-Unis d'Amérique · États-Unis d'Amérique | Wolfgang Petersen        |               | 172 956 409 $ |
| 6.   | Pour le meilleur et le pire                                       | États-Unis d'Amérique                         | James L. Brooks          |               | 148 478 011 $ |
| 7.   | Will Hunting                                                      | États-Unis d'Amérique                         | Gus Van Sant             | 11 000 000    | 138 433 435 $ |
| 8.   | Star Wars, épisode IV : Un nouvel espoir (Édition Spéciale)       | États-Unis d'Amérique                         | George Lucas             |               | 138 257 865 $ |
| 9.   | Le Mariage de mon meilleur ami                                    | États-Unis d'Amérique                         | P.J. Hogan               |               | 127 120 029 $ |
| 10.  | Demain ne meurt jamais                                            | États-Unis d'Amérique · États-Unis d'Amérique | Roger Spottiswoode       |               | 125 304 276 $ |
| 11.  | Volte-face                                                        | États-Unis d'Amérique                         | John Woo                 |               | 112 276 146 $ |
| 12.  | Batman et Robin                                                   | États-Unis d'Amérique                         | Joel Schumacher          | 140 000 000   | 107 325 195 $ |
| 13.  | George de la jungle                                               | États-Unis d'Amérique                         | Sam Weisman              |               | 105 263 257 $ |
| 14.  | Scream 2                                                          | États-Unis d'Amérique                         | Wes Craven               |               | 101 363 301 $ |
| 15.  | Les Ailes de l'enfer                                              | États-Unis d'Amérique                         | Simon West               |               | 101 117 573 $ |
| 16.  | Contact                                                           | États-Unis d'Amérique                         | Robert Zemeckis          |               | 100 920 329 $ |
| 17.  | Hercule                                                           | États-Unis d'Amérique                         | Ron Clements/John Musker |               | 99 112 101 $  |
| 18.  | Flubber                                                           | États-Unis d'Amérique                         | Les Mayfield             |               | 92 977 226 $  |
| 19.  | Complots                                                          | États-Unis d'Amérique                         | Richard Donner           |               | 75 982 834 $  |
| 20.  | Souviens-toi... l'été dernier                                     | États-Unis d'Amérique                         | Jim Gillespie            |               | 72 586 134 $  |
| 21.  | Star Wars, épisode V : L'Empire contre-attaque (Édition Spéciale) | États-Unis d'Amérique                         | Irvin Kershner           | 33 000 000    | 67 597 694 $  |
| 22.  | Le Pic de Dante                                                   | États-Unis d'Amérique                         | Roger Donaldson          | 116 000 000   | 67 127 760 $  |
| 23.  | Anaconda, le prédateur                                            | États-Unis d'Amérique                         | Luis Llosa               |               | 65 885 767 $  |
| 24.  | L.A. Confidential                                                 | États-Unis d'Amérique                         | Curtis Hanson            |               | 64 616 940 $  |
| 25.  | In and Out                                                        | États-Unis d'Amérique                         | Frank Oz                 |               | 63 856 929 $  |
| 26.  | Le Cinquième Élément                                              | États-Unis d'Amérique                         | Luc Besson               | 86 000 000    | 63 820 180 $  |
| 27.  | La Souris                                                         | États-Unis d'Amérique                         | Gore Verbinski           |               | 61 917 389 $  |
| 28.  | Le Saint                                                          | États-Unis d'Amérique                         | Phillip Noyce            | 40 000 000    | 61 363 304 $  |
| 29.  | L'Associé du diable                                               | États-Unis d'Amérique                         | Taylor Hackford          |               | 60 944 660 $  |
| 30.  | Le Collectionneur                                                 | États-Unis d'Amérique                         | Gary Fleder              |               | 60 527 873 $  |

## Box-office par Week End
| #  | Date              | Film no 1                                                         | Recettes     |
| -- | ----------------- | ----------------------------------------------------------------- | ------------ |
| 1  | 3 janvier 1997    | Michael                                                           | 12 144 926 $ |
| 2  | 10 janvier 1997   | Relic                                                             | 9 064 143 $  |
| 3  | 17 janvier 1997   | Le Ninja de Beverly Hills                                         | 12 220 920 $ |
| 4  | 24 janvier 1997   | Jerry Maguire                                                     | 5 518 727 $  |
| 5  | 31 janvier 1997   | Star Wars, épisode IV : Un nouvel espoir (Édition Spéciale)       | 35 906 661 $ |
| 6  | 7 février 1997    | Star Wars, épisode IV : Un nouvel espoir (Édition Spéciale)       | 24 277 091 $ |
| 7  | 14 février 1997   | Star Wars, épisode IV : Un nouvel espoir (Édition Spéciale)       | 21 370 589 $ |
| 8  | 21 février 1997   | Star Wars, épisode V : L'Empire contre-attaque (Édition Spéciale) | 21 975 993 $ |
| 9  | 28 février 1997   | Star Wars, épisode V : L'Empire contre-attaque (Édition Spéciale) | 13 145 852 $ |
| 10 | 7 mars 1997       | Parties intimes                                                   | 14 616 333 $ |
| 11 | 14 mars 1997      | Star Wars, épisode VI : Le Retour du Jedi (Édition Spéciale)      | 16 293 531 $ |
| 12 | 21 mars 1997      | Menteur, menteur                                                  | 31 423 025 $ |
| 13 | 28 mars 1997      | Menteur, menteur                                                  | 25 377 435 $ |
| 14 | 4 avril 1997      | Menteur, menteur                                                  | 18 275 295 $ |
| 15 | 11 avril 1997     | Anaconda, le prédateur                                            | 16 620 887 $ |
| 16 | 18 avril 1997     | Anaconda, le prédateur                                            | 12 013 566 $ |
| 17 | 25 avril 1997     | Volcano                                                           | 14 581 740 $ |
| 18 | 2 mai 1997        | Breakdown                                                         | 12 307 128 $ |
| 19 | 9 mai 1997        | Le Cinquième Élément                                              | 17 031 345 $ |
| 20 | 16 mai 1997       | Le Cinquième Élément                                              | 11 410 863 $ |
| 21 | 23 mai 1997       | Le Monde perdu : Jurassic Park                                    | 90 161 880 $ |
| 22 | 30 mai 1997       | Le Monde perdu : Jurassic Park                                    | 34 116 390 $ |
| 23 | 6 juin 1997       | Les Ailes de l'enfer                                              | 24 131 738 $ |
| 24 | 13 juin 1997      | Speed 2 : Cap sur le danger                                       | 16 158 942 $ |
| 25 | 20 juin 1997      | Batman et Robin                                                   | 42 872 605 $ |
| 26 | 27 juin 1997      | Volte-face                                                        | 23 387 530 $ |
| 27 | 4 juillet 1997    | Men in Black                                                      | 51 068 455 $ |
| 28 | 11 juillet 1997   | Men in Black                                                      | 30 062 317 $ |
| 29 | 18 juillet 1997   | Men in Black                                                      | 19 029 928 $ |
| 30 | 25 juillet 1997   | Air Force One                                                     | 37 132 505 $ |
| 31 | 1er aout 1997     | Air Force One                                                     | 25 731 622 $ |
| 32 | 8 aout 1997       | Complots                                                          | 19 313 566 $ |
| 33 | 15 aout 1997      | Cop Land                                                          | 13 510 482 $ |
| 34 | 22 aout 1997      | À armes égales                                                    | 11 094 241 $ |
| 35 | 29 aout 1997      | À armes égales                                                    | 8 183 861 $  |
| 36 | 5 septembre 1997  | Menace toxique                                                    | 6 073 094 $  |
| 37 | 12 septembre 1997 | The Game                                                          | 14 337 029 $ |
| 38 | 19 septembre 1997 | In and Out                                                        | 15 019 821 $ |
| 39 | 26 septembre 1997 | Le Pacificateur                                                   | 12 311 939 $ |
| 40 | 3 octobre 1997    | Le Collectionneur                                                 | 13 215 167 $ |
| 41 | 10 octobre 1997   | Le Collectionneur                                                 | 11 122 441 $ |
| 42 | 17 octobre 1997   | Souviens-toi... l'été dernier                                     | 15 818 645 $ |
| 43 | 24 octobre 2003   | Souviens-toi... l'été dernier                                     | 12 507 880 $ |
| 44 | 31 octobre 1997   | Souviens-toi... l'été dernier                                     | 9 406 297 $  |
| 45 | 7 novembre 1997   | Starship Troopers                                                 | 22 058 773 $ |
| 46 | 14 novembre 1997  | Le Chacal                                                         | 15 164 595 $ |
| 47 | 21 novembre 1997  | Mortal Kombat : Destruction finale                                | 16 771 694 $ |
| 48 | 28 novembre 1997  | Flubber                                                           | 26 725 207 $ |
| 49 | 5 décembre 1997   | Flubber                                                           | 11 292 933 $ |
| 50 | 12 décembre 1997  | Scream 2                                                          | 32 926 342 $ |
| 51 | 19 décembre 1997  | Titanic                                                           | 28 638 131 $ |
| 52 | 26 décembre 1997  | Titanic                                                           | 35 455 673 $ |